# Посольство України в ОАЕ
Посольство України в Об'єднаних Арабських Еміратах — дипломатична місія України у ОАЕ, знаходиться в Абу-Дабі.

## Завдання посольства
Основне завдання Посольства України в Абу-Дабі представляти інтереси України, сприяти розвиткові політичних, економічних, культурних, наукових та інших зв'язків, а також захищати права та інтереси громадян і юридичних осіб України, які перебувають на території ОАЕ, Держави Катар та Королівства Бахрейн.
Посольство сприяє розвиткові міждержавних відносин між Україною і ОАЕ на всіх рівнях, з метою забезпечення гармонійного розвитку взаємних відносин, а також співробітництва з питань, що становлять взаємний інтерес. Посольство виконує також консульські функції.

## Історія дипломатичних відносин
Після проголошення незалежності Україною 24 серпня 1991 року ОАЕ визнали Україну 2 січня 1992 року. 3 15 жовтня 1992 року між Україною та ОАЕ було встановлено дипломатичні відносини. Посольство України в Об'єднаних Арабських Еміратах було відкрито у березні 1993 року.. На жаль домовленість про відкриття у першій половині 2010 року у Києві Посольства Об'єднаних Арабських Еміратів не була реалізована.

## Керівники дипломатичної місії
1. Семенець Олег Євгенович (1993—1998), посол
2. Бушуєв Володимир Вікторович (1998—1999) т.п.
3. Тимофєєв Ігор Володимирович (1999—2001) т.п.
4. Тимофєєв Ігор Володимирович (2001—2003)
5. Микитенко Євген Олегович (2004—2006)
6. Ільченко Георгій Михайлович (2006)
7. Пасько Сергій Олексійович (2006—2009)
8. Хом'як Олександр Васильович (2009—2010)
9. Полурез Юрій Володимирович (2010—2021)
10. Сенік Дмитро Юрійович (2022–2025)[2]
11. Балануца Олександр Олександрович (з 2025)[3]